# George Bruns
George Edward Bruns (* 3. Juli 1914 in Sandy, Oregon; † 23. Mai 1983 in Portland, Oregon) war ein US-amerikanischer Jazz-Posaunist, Filmmusik-Komponist und Arrangeur. International bekannt geworden ist er durch seine Arbeit für Walt Disney. Anhaltende Popularität erlangte er in den Vereinigten Staaten mit dem Hit The Ballad of Davy Crockett.

## Leben

### Jugendjahre und musikalische Entwicklung
George Bruns war das älteste von fünf Kindern von Edward and Augusta Bruns. Ursprünglich Landwirt, arbeitete sein Vater später im örtlichen Sägewerk. Er ermöglichte seinem Sohn von Kindesbeinen an eine musikalische Ausbildung. Bereits im Alter von sechs Jahren erhielt George Bruns Klavierunterricht und lernte auf der High School Tuba und Posaune zu spielen. Er setzte seine Musikerausbildung fort und beherrschte am Ende noch weitere zwölf Instrumente. Im Jahr 1932 begann er ein Ingenieur-Studium am Oregon State Agricultural College (der späteren Oregon State University). Da er aber auch an der Universität die meiste Zeit damit verbrachte, in verschiedenen Bands und Gruppen Musik zu machen, brach er sein Studium 1934 ab, um sich als Musiker verschiedenen populären Bands anzuschließen, zunächst bei The Jim Dericks Orchestra, dann bei der Band von Jack Teagarden und ab 1941 bei der Hawaiian Band von Harry Owens. Besonders hatte es ihm der Dixieland-Jazz angetan, und so spielte er Posaune in Dixie-Combos, darunter von 1943 bis 1947 in der Castle Jazz Band in Portland. Danach gründete er eine eigene Combo, arrangierte Musik für Jack Teagarden und arbeitete als musikalischer Leiter und Dirigent bei zwei Radiosendern in Portland.
1950 ging er nach Los Angeles, wo er nicht nur weiter in Bands wie derjenigen von Tennessee Ernie Ford und in Turk Murphys San Francisco Jazz Band spielte, sondern auch für Capitol Records und United Productions of America (UPA) zu arbeiten begann. Sein Beitrag zu dem UPA-Zeichentrickfilm Little Boy With a Big Horn (1953) fand in der Fachwelt viel Beachtung und führte dazu, dass Walt Disney auf ihn aufmerksam wurde.

### Karriere in den Disney-Studios
Das Disney-Studio steckte 1953 mitten in der Entwicklung seines bis dahin aufwendigsten Zeichentrick-Spielfilmprojektes: Dornröschen (Sleeping Beauty). Disney beauftragte Bruns mit der nicht einfachen Aufgabe, das weltbekannte Dornröschen (Ballett) von Pjotr Iljitsch Tschaikowski für die Filmmusik zu adaptieren. Das stellte insofern eine Herausforderung dar, weil – ähnlich wie für Fantasia (1949) – die Musik einerseits den speziellen technisch-künstlerischen Erfordernissen und der Erzählstruktur des Zeichentrickfilms angepasst werden musste, andererseits aber Tschaikowskis Werk dabei nicht verbogen werden sollte. Bruns gelang dieser Spagat, wobei er einige Musikstücke für Szenen, die im Ballett keine Entsprechung hatten, im Stil der Vorlage selbst schrieb. Weiterer Aufwand ergab sich dadurch, dass der Film mit Stereo-Ton auf die Leinwand gebracht werden sollte. Da die beste Aufnahmetechnik dafür seinerzeit in Deutschland existierte, fanden die Orchesteraufnahmen von September bis November 1958 dort statt. Der Lohn für die Arbeit an dem Mammutprojekt war 1960 die erste Oscar-Nominierung für Bruns, der noch drei weitere folgen sollten. Außerdem überzeugte der musikalische Direktor von Disneyland Records, Tutti Camarata, Walt Disney davon, bei der Soundtrack-Veröffentlichung auf Schallplatte nicht nur – wie bis dahin üblich – die Lieder zu berücksichtigen, sondern darin auch so viele instrumentale Passagen wie möglich einzuschließen. Diese Aufbereitung definierte maßgeblich den generellen Standard dafür, wie fortan Soundtrack-Veröffentlichungen gestaltet wurden.
Doch bereits ganz zu Anfang seiner Karriere bei Disney landete George Bruns 1954/55 den größten Hit seiner Karriere. Nach den Dreharbeiten zu der dreiteiligen Fernsehserie um die Erlebnisse des in den USA als Volksheld verehrten Davy Crockett mit Fess Parker in der Titelrolle stellte das Studio fest, dass nicht genügend Material vorhanden war, um drei 60-Minuten-Episoden zu bestücken. Walt Disney sprach daraufhin mit Bruns, ob er nicht zur Untermalung einiger zusätzlicher Bilder und Szenen, die zudem als dramaturgische Klammer dienen sollten, einen Song beisteuern könnte. Bruns und Drehbuchautor Tom W. Blackburn setzten sich daraufhin ans Klavier und fanden anhand einiger Zeilen von Blackburns Drehbuch in recht kurzer Zeit eine eingängige Melodie mit Text. Produzent Bill Walsh meinte zwar: „Ich hielt es für ziemlich furchtbar, aber wir hatten keine Zeit für etwas anders. (I thought it was pretty awful, but we didn’t have time for anything else.)“ Disney indes war einverstanden, der Song wurde von seinen Schöpfern am nächsten Tag nochmals überarbeitet und eine Demo-Version aufgenommen. Das fertige Stück The Ballad of Davy Crockett, eine Ballade mit vier Strophen und 20 Verszeilen, beginnt so:
Born on a mountain top in Tennessee

The greenest state in the land of the free

Raised in the woods so's he knew ev'ry tree

Kilt him a b'ar when he was only three

Davy, Davy Crockett, king of the wild frontier.
Als die Fernsehserie mit der Folge Davy Crockett Indian Fighter am 15. Dezember 1954 anlief, schlug sie augenblicklich ein wie eine Bombe und erzeugte einen völlig unerwarteten Hype. Die Kinder und Jugendlichen wollten nicht nur solche Waschbärfellmützen wie Davy Crockett haben, was ein Merchandising bislang unbekannten Ausmaßes lostrat, sondern auch den Song hören. Eine hastig von  Bill Hayes aufgenommene Version verkaufte sich mehr als zwei Millionen Mal und hielt sich fünf Wochen lang als Nummer-eins-Hit in den US-Charts. Es folgten zahlreiche weitere Versionen, aufgenommen unter anderem von Fess Parker selbst, Tennessee Ernie Ford, Eddy Arnold, Burl Ives, The Sons of the Pioneers, Steve Allen, Mitch Miller und Fred Waring and the Pennsylvanians. Innerhalb von sechs Monaten wurden auf diese Weise rund sieben Millionen Platten verkauft. Der weltweite Erfolg führte dazu, dass am Ende sogar mehr als 200 verschiedene Aufnahmen des Liedes existierten. Von den Notenblättern wurden mehr als 750.000 Drucke verkauft. Dieser Erfolg gab letztlich den Ausschlag dafür, dass die 1949 gegründete Walt Disney Music Company 1956 um das Label „Disneyland Records“ erweitert wurde.
Danach arbeitete Bruns, der aufgrund seiner Körpergröße den Spitznamen „Big George“ trug, vorrangig an musikalisch ähnlich aufgezogenen Western des Studios mit, darunter Zug der Furchtlosen (1956). Außerdem steuerte er Musik zu den frühen Disney-Fernsehserien der 1950er und 1960er Jahre – Disneyland, The Mickey Mouse Club und Walt Disney's Wonderful World of Color – bei und trat dort gelegentlich auch als Musiker auf. Einen weiteren Hit hatte er mit dem Titelthema der beliebten Disney-Fernseh-Serie Zorro (1957 bis 1959), von dem eine Million Platten verkauft wurden.
Damit gehörte Bruns zu den wichtigsten Komponisten des Studios und war neben Paul J. Smith und Oliver Wallace Leiter der Musikabteilung.
Nach Dornröschen war er auch an den weiteren Zeichentrick-Spielfilmen101 Dalmatiner (1961), Die Hexe und der Zauberer (1963), Das Dschungelbuch (1967), Aristocats (1970) sowie Robin Hood (1973) beteiligt. Bruns arbeitete dabei stets eng mit den jeweiligen Songwritern – vor allem den Sherman-Brüdern und Terry Gilkyson – zusammen und integrierte deren Lieder in seine Filmmusiken. Insbesondere Aristocats kam mit seiner jazzenden und swingenden Katzen-Combo Bruns eigener Begeisterung für diese Musikstile sehr entgegen. Aber auch Das Dschungelbuch hatte zuvor mit großem Erfolg bewiesen, dass sich indische Dschungel-Atmosphäre und Dixieland-Jazz nicht gegenseitig ausschließen müssen. Dass Bruns die Techniken des Underscorings und des „Mickey-Mousings“ beherrschte, ist für einen Disney-Komponisten – im positiven wie negativen Sinne – selbstverständlich.
Bruns schrieb aber auch die Filmmusik zu zahlreichen Disney-Spielfilmen, darunter den von Robert Stevenson inszenierten Kassenschlagern Der fliegende Pauker (1961) und Ein toller Käfer (1968). Für Disneys ersten reinen Musik-Spielfilm Aufruhr im Spielzeugland (1961) adaptierte er die bekannte Operette Babes in Toyland (1903) von Victor Herbert. Diese Arbeit brachte ihm neben einer weiteren Oscar-Nominierung auch einen Golden Laurel ein. In der Wonderful World of Color-Episode mit dem Titel Backstage Party, einem „Making of“ zu Aufruhr im Spielzeugland, ist er zu sehen, wie er das von ihm mitgeschriebene Stück Nineteen Twenty-five auf der Posaune spielt.
Bruns äußerte sich 1976 im Gespräch mit Gordon Growden für das Oregon Stater Magazine sehr positiv über die Arbeit unter seinem Chef Disney:

„Walt war persönlich immer sehr gut zu mir. Er ließ mich zumeist meinen eigenen Weg gehen, meinem eigenen musikalischen Gespür dafür, was richtig war, vertrauend. Was mich wirklich an ihm beeindruckt hat, war sein fantastisches Gedächtnis für Details. (Walt was always very good to me personally. He pretty much let me go my own way, trusting my own musical sense of what was right. The one thing about him that really impressed me was his fantastic memory for detail.)“

Insgesamt war George Bruns an mehr als 200 Kino- und Fernsehfilmen, Fernsehshows und sonstigen Produktionen beteiligt. Daneben pflegte er seine Leidenschaft für Dixie und Jazz, machte mit der Formation George Bruns and His Wonderland Jazz Band Musikaufnahmen für Disneyland Records und spielte nach dem Tod von Ed Penner ab 1956 die Tuba in der 1949 von einigen musikbegeisterten Mitarbeitern der Disney-Studios als Hobbyprojekt gegründeten Jazz-Band Firehouse Five Plus Two. Obwohl deren Mitglieder aufgrund ihrer beruflichen Verpflichtungen nur lokal auftreten und nicht auf Tournee gehen konnten, erlangten sie durch Schallplattenaufnahmen dennoch internationale Bekanntheit.

### Aktivitäten im Ruhestand
Nach seiner letzten Filmkomposition Herbie groß in Fahrt (Herbie Rides Again, 1974) trat Bruns 1975 in den Ruhestand und kehrte in seine Heimatstadt Sandy zurück. Dort blieb er weiterhin künstlerisch aktiv. Er dirigierte und spielte in Bands, komponierte und arrangierte weiter Musik und lehrte am Lewis & Clark College in Portland.
George Bruns verstarb am 23. Mai 1983 an einem Herzinfarkt. Im Jahr 2001 ernannte ihn die Walt Disney Company postum zur „Disney-Legende“.

## Auszeichnungen
- 1960: Oscar-Nominierung für das „beste Musical“ für Dornröschen (Sleeping Beauty)
- 1962: Golden Laurel Top Musical Score für Aufruhr im Spielzeugland (Babes in Toyland)
- 1962: Oscar-Nominierung für das „beste Musical“ für Aufruhr im Spielzeugland (Babes in Toyland)
- 1964: Oscar-Nominierung für die „beste Musikadaption“ für Die Hexe und der Zauberer (The Sword in the Stone)
- 1974: zusammen mit Floyd Huddleston (Text) Oscar-Nominierung für den „besten Song“ für das Lied Love in Robin Hood
- 2001: postum Ernennung zur „Disney-Legende“

## Filmmusiken (Auswahl)
- 1953: Little Boy With a Big Horn
- 1953: Christopher Crumpet
- 1955: Davy Crockett, König der Trapper (Davy Crockett, King of the Wild Frontier)
- 1956: Flußpiraten (Davy Crockett and the River Pirates)
- 1956: Zug der Furchtlosen (Westward Ho the Wagons!)
- 1957: Johnny Tremain
- 1957–1959: Zorro (Zorro) – TV-Serie
- 1957: The Truth About Mother Goose
- 1957: Perris Abenteuer (Perri)
- 1958: Paul Bunyan
- 1958: Sie nannten ihn Komantsche (Tonka)
- 1959: Dornröschen (Sleeping Beauty) – hauptsächlich Musikadaption
- 1960: Goliath II
- 1961: 101 Dalmatiner (101 Dalmatians)
- 1961: The Saga of Windwagon Smith
- 1961: Der fliegende Pauker (The Absent-Minded Professor)
- 1961: Aufruhr im Spielzeugland (Babes in Toyland) – Musikadaption
- 1962: Der Pauker kann’s nicht lassen (Son of Flubber)
- 1963: Die Hexe und der Zauberer (The Sword in the Stone)
- 1964: …denn Pulverdampf ist kein Parfüm (Tenderfoot)
- 1966: Geliebter Haustyrann (The Ugly Dachshund)
- 1966: Vierzig Draufgänger (Follow Me, Boys!)
- 1966: Donegal, König der Rebellen (The Fighting Prince of Donegal)
- 1967: Bullwhip Griffin oder Goldrausch in Kalifornien (The Adventures of Bullwhip Griffin)
- 1967: Pablo und sein Chihuahua (Pablo and the Dancing Chihuahua) – Fernsehfilm
- 1967: Das Dschungelbuch (The Jungle Book)
- 1967: Mosby’s Raiders – Armee der Gesetzlosen (Mosby’s Raiders; aka Willie and the Yank)
- 1968: Der Hengst im grauen Flanellanzug (The Horse in the Gray Flannel Suit)
- 1968: Ein toller Käfer (The Love Bug)
- 1969: It’s Tough to Be a Bird
- 1970: Paka, die Polarbärin (Snow Bear) – Fernsehfilm
- 1970: The Wacky Zoo of Morgan City – Fernsehfilm
- 1970: Aristocats (The AristoCats)
- 1973: Robin Hood (Robin Hood)
- 1974: Herbie groß in Fahrt (Herbie Rides Again)